# Novák Ferenc (kenus)
Novák Ferenc (Budapest, 1969. július 13. –) magyar kenus. A 2000. évi nyári olimpiai játékokon aranyérmet nyert a C-2 500 méteres versenyszámban csapattársával, Pulai Imrével.
Edző: 1996-tól Szabó Attila mesteredző. Irányításával nyerték meg Sydney-ben az olimpiai aranyat.

## Sportpályafutása
1978-ban kezdett el kenuzni a BKV Előrében, ahol 1982-1988 között Tatai Tibor tanítványa volt. 1989-től 1992-ig a Bp. Honvéd, ezután ismét a BKV Előre versenyzője lett 1997-ig, ekkor újra a Honvéd szineiben versenyzett. Első jelentős sikereit 1987-ben érte el. A belgrádi ifi vb-n aranyérmet, a szegedi IBV-n két bronzérmet szerzett. 1989-től lett a felnőtt válogatott keret tagja. Ebben az évben, C-4-ben már jegyezték a nemzetközi ranglistán.
1993-ban kapott lehetőséget arra, hogy vb-n szerepeljen. C-2 1000 méteren Boldizsár Gáspárral ugyan elbukott a pótválogatón, de 500 méteren négyesben csapattag lett. A koppenhágai vb-n világbajnoki címet szerzett C-4 500 m-en (Boldizsár Gáspár-Hoffmann Ervin-Szabó  Attila). 1994-ben C-2 1000 méteren magyar bajnok, fél kilométeren 5. lett a hazai bajnokságon. 1000 méteren ismét pótválogatóznia kellett a vb szereplésért, de ezúttal élt a lehetőséggel. A Mexikóvárosi vb-n ezen a távon második, C-4 500 méteren első helyen végzett (Boldizsár Gáspár-Hoffmann Ervin-Szabó  Attila).
A következő évben Boldizsárral a páros 1000 méteren nem tudták megvédeni bajnoki címüket, ezüstérmesek lettek. A vb-n a négyes 1000 méteres versenyen kapott lehetőséget, ahol szintén második lett. 1996-ban indult nemzetközi versenyeken, de az olimpiára nem sikerült kijutnia. 1997-ben egy bronzérmet ért el a magyar bajnokságon. A vb csapatba nem tudott bekerülni.
1998-ban ült egy hajóba Pulai Imrével. Az első közös évükben egy 5. és két 6. helyezést értek el az országos bajnokságon.  Az 1999-es világbajnokságon Pulaival C-2 500 méteren második helyezett, 1000 méteren 7 lett. A négyes 500-on kilencedikként zárt. AZ ob-n Buzál Miklóssal versenyzett és egy arany- és egy ezüstérmet nyert kettesben. Az előolimpián újra Pulaival megnyerte a C2 1000 méteres versenyt. 500-on harmadikok lettek.
Az olimpia évében kettesben, ezúttal Pulaival megvédte magyar bajnoki címét. Az olimpiára mindkét kettes versenyszámban kiharcolták az indulás jogát. A két távon az előfutamból rögtön döntőbe jutottak, ahol 500 méteren elsők, 1000 méteren ötödikek lettek. Az év sportolója választáson csapat kategóriába negyedikek lettek ebben az évben. A 2001-es bajnokságban 500 méteren Buzál Miklóssal második, 1000 méteren Hoffmann Ervinnel harmadik lett. A verseny után fegyelmi eljárást indítottak ellene (Pulaival együtt), mivel a szövetség tulajdonát képező hajón, a szövetség főszponzorának érdekeit sértő reklámot helyeztek el. Az eset miatt nem indulhatott a szegedi nemzetközi versenyen sem. Büntetésként 150 000 forintos pénzbüntetést és felfüggesztett eltiltást szabtak ki rá. A válogatókon nem tudták kiharcolni sem az Eb, sem a vb indulás jogát.
A 2002-es ob-n 500 méteren Pulaival, 1000 méteren Kozman Györggyel ért el második helyezést. A szegedi Eb-n C4 1000 méteren európa-bajnoki győzelmet szerzett. Ugyanebben a versenyszámban a sevillai vb-n ötödik lett. A következő évben a bajnokságon a tavalyi párjaival 500-on 5., 1000-en 2. lett. C-4 500 méteren bajnoki címet szerzett. A világbajnokságon C4 500 méteren 4., 1000 méteren világbajnok lett. Később kiderült, hogy az orosz Szergej Ulegin doppingolt, így az 500 méteres egységet decemberben bronzérmesnek nyilvánította a nemzetközi szövetség.
A 2004 májusi, Poznańban rendezett Európa-bajnokságon C4 1000 méteren első, 500-on ötödik helyen végzett. A 2005-ös ob-n C4 500 méteren lett bajnok. Pulaival C2 500-on lett 6., 2006-ban megvédte C4 500-on a bajnoki címét, ugyancsak négyesben 1000 méteren 4. lett. A szegedi vb-n C4 500-on ötödik, a racicei Eb-n ugyanebben a számban hatodik lett. A következő évben nem tudott ismételni az OB-n, ötödik lett kenu négyes 500 méteren.

## Díjai, elismerései
- A Magyar Köztársasági Érdemrend tisztikeresztje (2000)
- A magyar kajak-kenu örökös bajnoka